# Freziera guatemalensis
Freziera guatemalensis är en tvåhjärtbladig växtart som först beskrevs av John Donnell Smith och fick sitt nu gällande namn av Clarence Emmeren Kobuski. Freziera guatemalensis ingår i släktet Freziera och familjen Pentaphylacaceae. Inga underarter finns listade i Catalogue of Life.